# زنبور مسی
زنبور مسی (نام علمی: Chalcidoidea) نام یک بالاخانواده از section زنبور انگل است.